# Daria Skrypnik
Daria Skrypnik –en bielorruso, Дарья Скрыпнік– (Brest, 12 de diciembre de 1987) es una deportista bielorrusa que compite en judo. Ganó una medalla de bronce en el Campeonato Mundial de Judo de 2015, en la categoría de –52 kg.

## Palmarés internacional
| Campeonato Mundial | Campeonato Mundial  | Campeonato Mundial | Campeonato Mundial |
| Año                | Lugar               | Medalla            | Categoría          |
| ------------------ | ------------------- | ------------------ | ------------------ |
| 2015               | Astaná (Kazajistán) | Medalla de bronce  | –52 kg             |